# طاق داروین

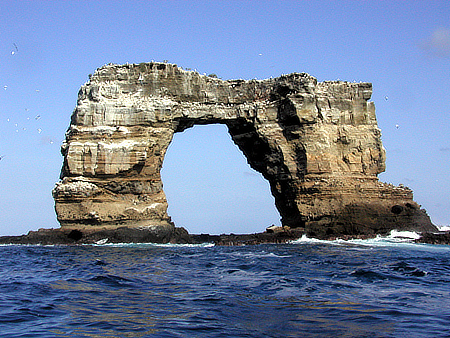
طاق داروین، ۲۰۰۶

طاق داروین (به اسپانیایی: Arco de Darwin) یک طاق سنگی طبیعی در جزیره داروین واقع در مجمع‌الجزایر گالاپاگوس در اقیانوس آرام بود. طاق در ۱۷ مه ۲۰۲۱ به دلیل فرسایش فروریخت و دو صخره مستقل برجای گذاشت. طاق داروین، به همراه جزیره داروین، به نام چارلز داروین طبیعت‌شناس انگلیسی نامگذاری شد، که مطالعات وی در مناطق اطراف به وی کمک کرد تا نظریه تکامل خود را با استفاده از انتخاب طبیعی شکل دهد.
طاق داروین یک قوس سنگی طبیعی در جنوب شرقی جزیره داروین در مجمع الجزایر گالاپاگوس در اقیانوس آرام بود. این طاق بر روی یک فلات غوطه ور و صخره ای با شکل نامنظم، ملقب به «تئاتر» نشسته بود. قوس در ۱۷ مه ۲۰۲۱ به دلیل فرسایش و جاذبه طبیعی فرو ریخت. دو پشته مستقل از خود به جا گذاشت.

## مشخصات ظاهری
جزیره ای از مجمع الجزایر گالاپاگوس اکوادور، جزیره داروین یک جزیره کوچک و خالی از سکنه با مساحت ۲٫۳۳ کیلومتر مربع (۰٫۹۰ مایل مربع) و ارتفاع ۱۶۸ متر (۵۵۱ فوت) است. طاق داروین ۱ کیلومتری جنوب شرقی جزیره بود و ظاهری پل مانند داشت که ناشی از فرسایش بود. دیواره این فلات به دریا می‌ریزد، و در طرف اقیانوس طاق یک «سکوی مشاهده» در ۱۸ متر (۵۹ فوت) وجود دارد. این طاق ۴۳ متر (۱۴۱ فوت) بلند، ۷۰ متر (۲۳۰ فوت) طول و ۲۳ متر (۷۵ فوت) عرض داشت.

## جانوران اطراف
از انتهای جنوبی آن تا کانال شیب دار، جانوران دریایی دیده می‌شود که چکش‌های پوسته پوسته شده، پرتوهای مانتا، جک‌های چشم بزرگ، بنیتو، ماهی تن زرد، دلفین‌ها، مدرسه بزرگ گونه‌های ماهی‌های دریایی و کوسه‌های نهنگ تا ۱۴ متر (۴۵ فوت) طول کوسه‌های نهنگ از اوایل ژوئیه یافت می‌شوند. سایر جانوران دریایی شامل بتهای مور، کوسه‌های گالاپاگوس، پرتوهای عقاب، لاک پشت‌های سبز و لاک پشت‌های شاهین، کوسه‌های صخره ای نوک سفید و سفید، کوسه‌های باراکودا و جک سیاه است. بسیاری از پرندگان بومی هستند و گونه ای که معمولاً مورد توجه قرار می‌گیرد، گل مینا (Sterna fuscata) است که در جزیره داروین تولید مثل می‌کند.

## گردشگری
این طاق در بین عکاسان و تورهای مسافرتی کشتی محبوب بود. حیات وحش غنی در اطراف طاق آن را به مکان محبوب غواصی تبدیل کرده‌است. همانند جزیره داروین، گردشگران مجاز به قدم گذاشتن بر روی طاق نبودند. منطقه اطراف جزایر گالاپاگوس در سال ۱۹۷۸ به عنوان میراث جهانی یونسکو اعلام شد.

## ریزش
در ۱۷ مه ۲۰۲۱، ساعت ۱۱:۲۰ صبح به وقت گالاپاگوس (UTC –6)، قوس در اثر فرسایش طبیعی فرو ریخت. در پستی از وزارت محیط زیست و آب اکوادور آمده بود که «این رویداد نتیجه فرسایش طبیعی بود. طاق داروین از سنگ طبیعی ساخته شده‌است که در یک زمان بخشی از جزیره داروین بوده‌است، بازدید از راه زمین امکان‌پذیر نیست.» غواصان داخل Galapagos Aggressor III این رویداد را مشاهده کردند.
به دنبال فروریختن طاق، ستون‌های باقی مانده از سنگ توسط محلی‌ها در صنعت گردشگری و غواصی به «ستونهای تکامل» (اسپانیایی: Los Pilares de la Evolución) ملقب شده‌اند. این لقب کنایه از طاق و جزیره مجاور را به نام چارلز داروین نامگذاری کرده‌است، مطالعات او در مورد حیات وحش منطقه اطراف باعث ایجاد نظریه تکامل او با استفاده از انتخاب طبیعی شد.